# 夏侯竈
汝阴夷侯夏侯竈（？－前165年），汝阴侯（前171年－前165年在位）。汝阴夷侯是汝阴文侯夏侯婴之子。

## 考古发现
1977年阜阳县双古堆一号汉墓出土，据墓中铜、漆器上的铭文，确定为汝阴夷侯夏侯竈之墓。